# 長浦村 (長崎県)
長浦村（ながうらむら）は、長崎県の西彼杵半島にあった村。西彼杵郡に属した。1959年（昭和34年）に南隣に位置する村松村の一部と合併し、琴海村となった。
現在の長崎市琴海地区の北部にあたる。

## 地理
西彼杵半島の東部に位置し、東岸を大村湾に接する。
- 山：長浦岳、遠見岳、張岳、飯盛山、鶴山、城ノ辻
- 島嶼：鵜瀬島、大小島、七百島、塩垂島、下ノ島、天狗島
- 半島：尾戸半島
- 河川：戸根原川、手崎川、大江川、大子川、四戸ノ川、音無川、藤原川、大明寺川
- 港湾：小口港、形上湾、大口瀬戸

## 沿革
- 1889年（明治22年）4月1日 - 町村制施行により、西彼杵郡長浦村が単独村制にて発足。
- 1959年（昭和34年）1月15日 - 村松村の一部（村松郷・戸根郷・西海郷）[2]と合併して琴海村が発足し、長浦村は自治体として消滅。

## 地名
郷を行政区域とする。長浦村は1889年の町村制施行時に単独で自治体として発足したため、大字は無し。
- 大平郷
- 尾戸郷
- 形上郷
- 戸根原郷
- 長浦郷

## 名所・旧跡
- 池田城跡
- 小崎城跡
- 舞岳城跡